# Corticaria kaufmanni
Corticaria kaufmanni là một loài bọ cánh cứng trong họ Latridiidae. Loài này được Reitter miêu tả khoa học năm 1880.